# Федерация национального и европейского действия
Федерация национального и европейского действия (фр. Fédération d'action nationale et européenne, FANE), в русской транскрипции ФАНЕ — французская ультраправая организация 1966—1987 годов, возглавляемая Марком Фредериксеном. Выступала с позиций неонацизма и антисемитизма, практиковала уличное насилие. Запрещена французским правительством как военизированная пронацистская расистская группировка.

## Создание и идеология
ФАНЕ была учреждена 21 апреля 1966 года представителями трёх ультраправых организаций:
- Круг Шарлемань (группировка, взявшая в названная в честь французской дивизии СС)
- Комитет поддержки подлинной Европы (франко-бельгийская секция движения Новый европейский порядок)
- Акция Запад (группировка ультраправых радикалов, исключённых или вышедших из других организаций)

Инициатором создания был лидер «Акции Запад» Марк Фредериксен, по профессии банковский служащий. Ранее Фредериксен придерживался роялистских взглядов, затем стал ультраправым националистом, сподвижником Пьера Сидоса.
ФАНЕ выступала за гитлеровскую концепцию «всеевропейского рейха». Серьёзное внимание уделялась международным связям, прежде всего с бельгийскими рексистами и итальянским ИСД. Идеологом ФАНЕ был бельгийский ультраправый активист Люк Мишель, секретарь Жана Тириара, участник военизированного формирования Молодёжный фронт. В то же время, особенно под влиянием Мая 1968, ФАНЕ пропагандировала идеи наци-маоизма, акцентировала призывы к «национальной революции». Характерным для пропаганды ФАНЕ был призыв «Фашистский рабочий, вступай в наши ряды!» Одним из ключевых элементов идеологии был также антисемитизм.
Эмблемой ФАНЕ являлись скрещённые стрелы, стилизованные под кельтский крест.

## Политическая активность
В 1974—1978 Фредериксен некоторое время состоял в Национальном фронте (НФ). Выдвигался кандидатом НФ на выборах 1978 в Национальное собрание Франции. Собрал 1,8 % голосов, что по тем временам считалось высоким результатом для крайне правых. Вышел из НФ после конфликта с Ле Пеном. С 1976 года ФАНЕ сблизилась с Революционными националистическими группами писателя-неофашиста Франсуа Дюпра.
Главным печатным органом ФАНЕ был журнал Notre Europe, издававшийся совместно с Дюпра (до его убийства в 1978). Активисты ФАНЕ вели агитацию через распространение листовок, расклеивание плакатов и стикеров. В пропаганде особо выделялись антисемитские мотивы, восхваление Гитлера за Холокост, призывы к солидарности с ООП и уничтожению Израиля.
Несмотря на наци-маоистские взгляды ряда активистов и троцкистское прошлое некоторых из них, ФАНЕ причислялась к антикоммунистическим организациям. Это определялось антисоветизмом и конкретным политическим противостоянием с ФКП. При этом в организации был силён также антиамериканизм, особенно в отношении Ближневосточного конфликта.
ФАНЕ располагала несколькими десятками боевиков, совершавшими уличные нападения на политических противников. Эта структура называлось «службой безопасности» ФАНЕ и возглавлялась Жан-Ивом Пелле. Один из руководителей ФАНЕ Мишель Фаси поддерживал оперативные связи с турецкими Серыми волками и сальвадорскими эскадронами смерти. Фаси неоднократно арестовывался по уголовным обвинениям в кражах со взломом и незаконной реализации произведений искусства.
Антисемитизм ФАНЕ приводил к жёстким силовым конфликтам с еврейскими активистами. Дважды — в сентябре и октябре 1980 года — Фредериксен подвергался нападениям Организации еврейской обороны, во второй раз попал в больницу с черепно-мозговой травмой.

## Запрет организации
3 октября 1980 года в Париже произошёл теракт: в результате взрыва бомбы в синагоге на улице Коперника погибли 4 человека. В AFP был сделан анонимный телефонный звонок, связавший взрыв с ФАНЕ (именно после этого произошла повторная атака еврейских боевиков на Фредериксена). Полиция произвела ряд задержаний активистов ФАНЕ, в том числе Жан-Ива Пелле. Впоследствии выяснилось, что теракт совершили не французские неонацисты, а одна из палестинских группировок, однако ФАНЕ стала ассоциироваться с терроризмом.
Правительство Франции несколько раз — в 1980, 1985, 1987 — инициировало запрет ФАНЕ. Фредериксену удавалось обжаловать такие решения в суде ссылками на свободу слова и исторических исследований. Окончательное решение было принято 16 сентября 1987 правительством Жака Ширака. Запрет ФАНЕ обосновывался военизированным характером и насильственными акциями, расистскими призывами, стремлением организации установить режим нацистского типа.

## Дальнейшая деятельность
После запрета многие активисты ФАНЕ, в том числе Марк Фредериксен и Мишель Фаси, перешли в другую ультраправую организацию — Французскую и европейскую националистическую партию. Фредериксен уже не играл прежней роли, но оставался политическим авторитетом ультраправых, участвовал в нацистских ритуалах солнцестояния, контактировал с представителями НФ (скончался в 2011). Фаси в 1990-х выступал в поддержку Саддама Хусейна и хорватской стороны в югославской войне.
Люк Мишель под влиянием Тириара проникся идеями «евро-советской империи». Он деградировал к так называемому «национал-большевизму», выступал в поддержку КПРФ Геннадия Зюганова. В 2014 году Мишель резко осуждал Евромайдан, активно поддерживал аннексию Крыма Российской Федерацией и власти ДНР-ЛНР.